# Dissociació per transferència d'electrons
La dissociació per transferència d'electrons (en anglès electron-transfer dissociation, o ETD) és un mètode de fragmentació molecular en fase gas utilitzat en espectrometria de masses en tàndem i desenvolupat per Joshua Coon i Donald Hunt a la Universitat de Virgínia.

## Principis bàsics
Aquesta tècnica, similar a la dissociació per captura d'electrons, indueix la fragmentació de molècules amb múltiples càrreges positives (catió), mitjançant la transferència d'electrons des d'un reactiu de tipus anió.
La dissociació per transferència d'electrons s'utilitza extensivament per a la caracterització de polímers i biomolècules, com ara les proteïnes i pèptids, i és especialment indicada per a l'anàlisi de modificacions post-traduccionals, ja que la transferència d'un electró genera la fragmentació del pèptids en ions de tipus c i z, deixant les modificacions intactes.